# Juan Suero
Juan Ceferino Suero y Carmona, más conocido como Juan Suero (1808; San Cristóbal - 19 de marzo de 1864; Santiago de los Caballeros), fue un militar y activista dominicano que participó en la Guerra de la Restauración dominicana, en el ejército español. Se lo conoció con el sobrenombre del Cid Negro, dado por las tropas anexionistas españolas debido a su extraordinario valor en los campos de batalla.
La palabra "Cid" سيد (sīd, síd) de origen Árabe andalusí, que significa 'Señor'.

## Biografía
Natural de San Cristóbal, era hijo de Ceferino Suero y María Josefa Carmona (la Rubia), fue criado por el religioso padre Jesús Fabián Ayala y García, quien había participado en la Guerra de la Reconquista y era cura párroco de esa población desde 1820. Al ocurrir la Ocupación haitiana de Santo Domingo, Suero rehuyó incorporarse al servicio militar, yéndose al Cibao. Comandó un batallón en Batalla de Sabana Larga (24 de enero de 1856) contra las tropas del emperador haitiano Faustino Soulouque.
Al iniciarse la revolución de 1857 para deponer a Buenaventura Báez de la presidencia de la República, actuó a las órdenes del trinitario Matías Ramón Mella en el desalojo de Parmentier de la fortificación de Samaná, y ascendió a general de brigada al concluir la campaña. Poco después adquirió una finca en Los Llanos de Pérez que dedicó al cultivo de la caña de azúcar.
Negado a militar en las filas de los revolucionarios, fuesen estos quienes fuesen, los sucesivos Gobiernos lo tuvieron siempre en cuenta por su honradez y responsabilidad para desempeñar la jefatura del lugar donde residiese. Al proclamarse la anexión a España en 1861, era jefe militar de Moca y cuando en esa población se produjo un levantamiento armado contra Pedro Santana y los españoles, Suero se introdujo disfrazado entre los amotinados y logró dominar la situación. Meses después pasó a la comandancia de Puerto Plata. Como consecuencia de los alzamientos de Santiago y Guayubín en febrero de 1863, acompañó al brigadier español Manuel Buceta a su paso por Montecristi, pero a los pocos días se reintegró a su puesto por no ser necesaria su presencia en la Línea Noroeste.
Tras el Grito de Capotillo el 16 de agosto, Juan Suero y el coronel peninsular Cappa salieron de Puerto Plata para reforzar la guarnición de Santiago, cercada por los patriotas dominicanos, abriéndose paso hasta la fortaleza de San Luis. Los restauradores reaccionaron enérgicamente y los españoles abandonaron la plaza dirigiéndose a Puerto Plata, donde Suero permaneció un mes enfrentando a los antianexionistas en los cantones de los alrededores. Luego se embarcó para Santo Domingo con el fin de incorporarse al campamento de Guanuma. Siendo jefe militar del puesto de San Antonio de Guerra, salió a realizar un reconocimiento por su jurisdicción, y al llegar al cruce del río Yabacao, denominado Paso del Muerto, estalló una sangrienta refriega entre sus fuerzas y las de Gregorio Luperón, sin que ninguno de los dos bandos pudiese considerarse victorioso. Terminado el fragor del combate y mientras comentaba con sus oficiales los lances del encuentro, una bala lo hirió gravemente.

## Muerte
Falleció el 19 de marzo de 1864. 
El general Juan Suero murió antes del fin de la guerra restauradora y por eso no marchó junto a Máximo Gómez y Eusebio Puello, evacuados a Cuba al final de la Guerra Restauradora junto a las unidades militares a las que servían y fueron utilizados con gran éxito en la represión de la guerra de los patrióticos “Mambises” cubanos contra el Imperio español en Cuba. Eran excelentes guerreros fogueados en los campos de batalla dominicanos.